# Ingeborg van Denemarken (1878-1958)

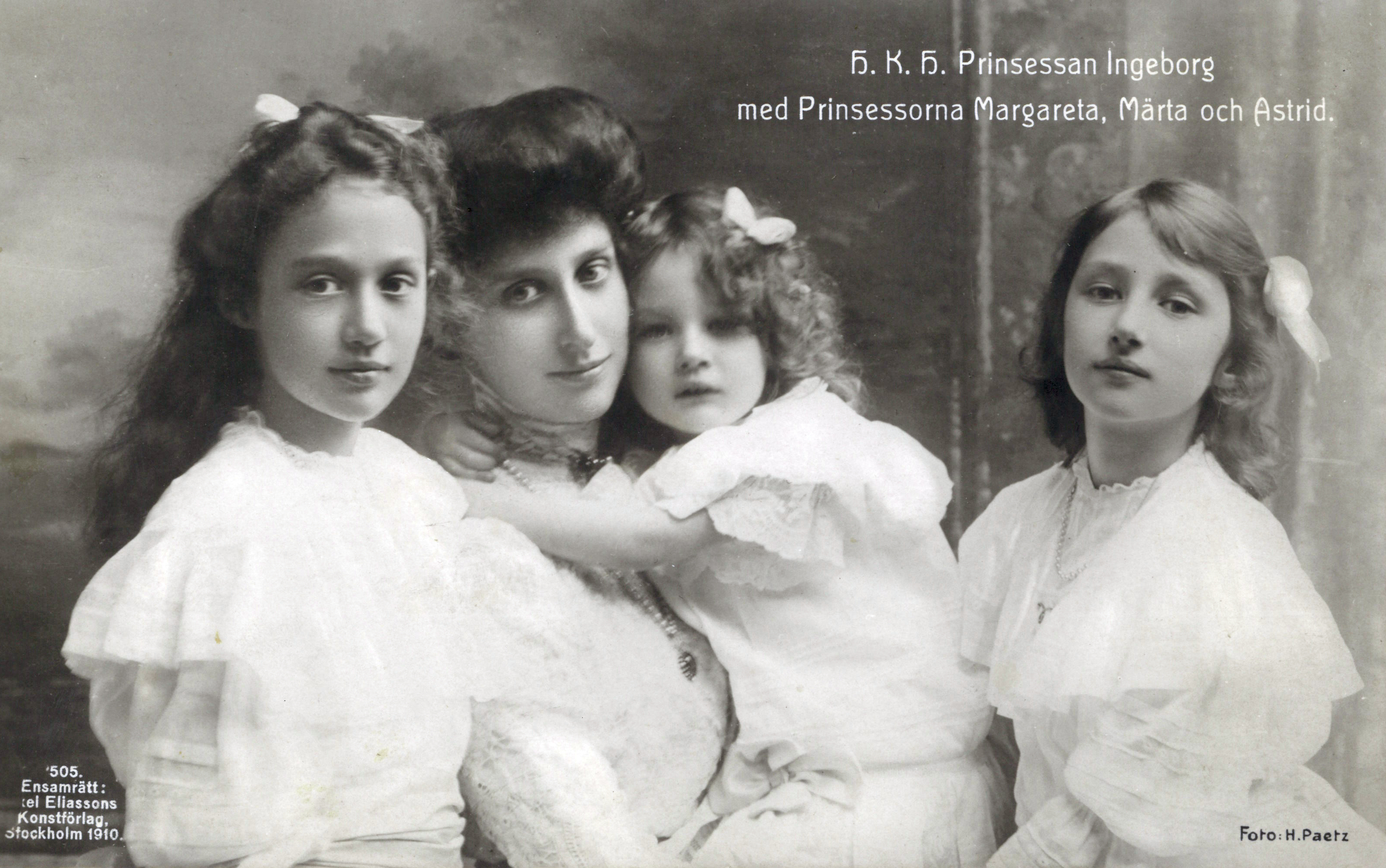
Ingeborg Charlotte met haar drie dochters Margaretha, Astrid en Märtha

Ingeborg Charlotte Carolina Frederika Louisa van Denemarken (Kopenhagen, 2 augustus 1878 - Stockholm, 12 maart 1958) was een dochter van koning Frederik VIII van Denemarken en koningin Louise. Ze droeg de titel "prinses van Denemarken" alsook "prinses van Noorwegen en Zweden".

## Huwelijk
Op 27 augustus 1897 huwde ze met prins Karel van Zweden (27 februari 1861 - 24 oktober 1951). Het paar kreeg vier kinderen: 
- prinses van Zweden Margaretha Sofia Lovisa Ingeborg (25 juni 1899 - 4 januari 1977); huwt met prins Axel van Denemarken
- prinses Märtha Sofia Lovisa Dagmar Thyra (28 maart 1901 - 5 april 1954); huwt met kroonprins Olaf van Noorwegen, de latere koning Olaf V. Zij is de moeder van koning Harald V
- prinses Astrid Sofia Lovisa Thyra (17 november 1905 - 29 augustus 1935); huwde kroonprins Leopold van België, de latere koning Leopold III. Zij is de moeder van de latere Belgische koningen Boudewijn en Albert II
- prins Karel Gustaaf Oscar Frederik Christiaan (10 januari 1911 - 27 juni 2003); hij huwde met gravin Elsa von Rosen (1904-1991), scheidde van haar in 1951 en hertrouwde dat jaar met Ann Margareta Larsson (1921-1975), van wie hij scheidde in 1961. Zijn derde huwelijk was met Kristine Rivelsrud (1932-2014)

## Stamboom
| Stamboom Ingeborg van Denemarken (1870-1947)                                      | Stamboom Ingeborg van Denemarken (1870-1947)                                                                              | Stamboom Ingeborg van Denemarken (1870-1947)                                                                              | Stamboom Ingeborg van Denemarken (1870-1947)                                                                              | Stamboom Ingeborg van Denemarken (1870-1947)                                                                              | Stamboom Ingeborg van Denemarken (1870-1947)                                                                              | Stamboom Ingeborg van Denemarken (1870-1947)                                                                           | Stamboom Ingeborg van Denemarken (1870-1947)                                                                           | Stamboom Ingeborg van Denemarken (1870-1947)                                                                           | Stamboom Ingeborg van Denemarken (1870-1947)                                                                           | Stamboom Ingeborg van Denemarken (1870-1947)                                                                           | Stamboom Ingeborg van Denemarken (1870-1947)                                                    | Stamboom Ingeborg van Denemarken (1870-1947)                                                    | Stamboom Ingeborg van Denemarken (1870-1947)                                                    | Stamboom Ingeborg van Denemarken (1870-1947)                                                    | Stamboom Ingeborg van Denemarken (1870-1947)                                                    | Stamboom Ingeborg van Denemarken (1870-1947)                                                     | Stamboom Ingeborg van Denemarken (1870-1947)                                                     | Stamboom Ingeborg van Denemarken (1870-1947)                                                     | Stamboom Ingeborg van Denemarken (1870-1947)                                                     | Stamboom Ingeborg van Denemarken (1870-1947)                                                     | Stamboom Ingeborg van Denemarken (1870-1947)                                                            | Stamboom Ingeborg van Denemarken (1870-1947)                                                            | Stamboom Ingeborg van Denemarken (1870-1947)                                                            | Stamboom Ingeborg van Denemarken (1870-1947)                                                            | Stamboom Ingeborg van Denemarken (1870-1947)                                       | Stamboom Ingeborg van Denemarken (1870-1947)                                       | Stamboom Ingeborg van Denemarken (1870-1947)                                       | Stamboom Ingeborg van Denemarken (1870-1947)                                       | Stamboom Ingeborg van Denemarken (1870-1947)                                  | Stamboom Ingeborg van Denemarken (1870-1947)                                  | Stamboom Ingeborg van Denemarken (1870-1947)                                   | Stamboom Ingeborg van Denemarken (1870-1947)                                   | Stamboom Ingeborg van Denemarken (1870-1947)                                   | Stamboom Ingeborg van Denemarken (1870-1947)                                   | Stamboom Ingeborg van Denemarken (1870-1947)                                   | Stamboom Ingeborg van Denemarken (1870-1947)                                                   | Stamboom Ingeborg van Denemarken (1870-1947)                                                   | Stamboom Ingeborg van Denemarken (1870-1947)                                                   | Stamboom Ingeborg van Denemarken (1870-1947)                                                   | Stamboom Ingeborg van Denemarken (1870-1947)                                                   |
| --------------------------------------------------------------------------------- | --- | --- | --- | --- | --- | --- | --- | --- | --- | --- | ----------------------------------------------------------------------------------------------- | ----------------------------------------------------------------------------------------------- | ----------------------------------------------------------------------------------------------- | ----------------------------------------------------------------------------------------------- | ----------------------------------------------------------------------------------------------- | ------------------------------------------------------------------------------------------------ | ------------------------------------------------------------------------------------------------ | ------------------------------------------------------------------------------------------------ | ------------------------------------------------------------------------------------------------ | ------------------------------------------------------------------------------------------------ | --- | --- | --- | --- | ---------------------------------------------------------------------------------- | ---------------------------------------------------------------------------------- | ---------------------------------------------------------------------------------- | ---------------------------------------------------------------------------------- | ----------------------------------------------------------------------------- | ----------------------------------------------------------------------------- | ------------------------------------------------------------------------------ | ------------------------------------------------------------------------------ | ------------------------------------------------------------------------------ | ------------------------------------------------------------------------------ | ------------------------------------------------------------------------------ | ---------------------------------------------------------------------------------------------- | ---------------------------------------------------------------------------------------------- | ---------------------------------------------------------------------------------------------- | ---------------------------------------------------------------------------------------------- | ---------------------------------------------------------------------------------------------- |
| Betovergrootouders                                                                | Frederik Karel van Sleeswijk-Holstein-Sonderburg-Glücksburg (1757-1816) x 1780 Frederica Amalia van Schlieben (1757-1827) | Frederik Karel van Sleeswijk-Holstein-Sonderburg-Glücksburg (1757-1816) x 1780 Frederica Amalia van Schlieben (1757-1827) | Frederik Karel van Sleeswijk-Holstein-Sonderburg-Glücksburg (1757-1816) x 1780 Frederica Amalia van Schlieben (1757-1827) | Frederik Karel van Sleeswijk-Holstein-Sonderburg-Glücksburg (1757-1816) x 1780 Frederica Amalia van Schlieben (1757-1827) | Frederik Karel van Sleeswijk-Holstein-Sonderburg-Glücksburg (1757-1816) x 1780 Frederica Amalia van Schlieben (1757-1827) | Karel van Hessen-Kassel (1744-1836) x 1766 Louise van Denemarken (1750-1831)                                           | Karel van Hessen-Kassel (1744-1836) x 1766 Louise van Denemarken (1750-1831)                                           | Karel van Hessen-Kassel (1744-1836) x 1766 Louise van Denemarken (1750-1831)                                           | Karel van Hessen-Kassel (1744-1836) x 1766 Louise van Denemarken (1750-1831)                                           | Karel van Hessen-Kassel (1744-1836) x 1766 Louise van Denemarken (1750-1831)                                           | Frederik van Hessen-Kassel (1747-1837) x 1786 Carolina van Nassau-Usingen (1762-1823)           | Frederik van Hessen-Kassel (1747-1837) x 1786 Carolina van Nassau-Usingen (1762-1823)           | Frederik van Hessen-Kassel (1747-1837) x 1786 Carolina van Nassau-Usingen (1762-1823)           | Frederik van Hessen-Kassel (1747-1837) x 1786 Carolina van Nassau-Usingen (1762-1823)           | Frederik van Hessen-Kassel (1747-1837) x 1786 Carolina van Nassau-Usingen (1762-1823)           | Frederik van Denemarken (1753-1805) x 1774 Sophia Frederika van Mecklenburg-Schwerin (1758-1794) | Frederik van Denemarken (1753-1805) x 1774 Sophia Frederika van Mecklenburg-Schwerin (1758-1794) | Frederik van Denemarken (1753-1805) x 1774 Sophia Frederika van Mecklenburg-Schwerin (1758-1794) | Frederik van Denemarken (1753-1805) x 1774 Sophia Frederika van Mecklenburg-Schwerin (1758-1794) | Frederik van Denemarken (1753-1805) x 1774 Sophia Frederika van Mecklenburg-Schwerin (1758-1794) | Karel XIV Johan van Zweden (1763-1844) x 1798 Désirée Clary (1777-1860)                                 | Karel XIV Johan van Zweden (1763-1844) x 1798 Désirée Clary (1777-1860)                                 | Karel XIV Johan van Zweden (1763-1844) x 1798 Désirée Clary (1777-1860)                                 | Karel XIV Johan van Zweden (1763-1844) x 1798 Désirée Clary (1777-1860)                                 | Karel XIV Johan van Zweden (1763-1844) x 1798 Désirée Clary (1777-1860)            | Eugène de Beauharnais (1781-1824) x 1806 Augusta van Beieren (1788-1851)           | Eugène de Beauharnais (1781-1824) x 1806 Augusta van Beieren (1788-1851)           | Eugène de Beauharnais (1781-1824) x 1806 Augusta van Beieren (1788-1851)           | Eugène de Beauharnais (1781-1824) x 1806 Augusta van Beieren (1788-1851)      | Eugène de Beauharnais (1781-1824) x 1806 Augusta van Beieren (1788-1851)      | Willem I der Nederlanden (1772-1843) x 1791 Wilhelmina van Pruisen (1774-1837) | Willem I der Nederlanden (1772-1843) x 1791 Wilhelmina van Pruisen (1774-1837) | Willem I der Nederlanden (1772-1843) x 1791 Wilhelmina van Pruisen (1774-1837) | Willem I der Nederlanden (1772-1843) x 1791 Wilhelmina van Pruisen (1774-1837) | Willem I der Nederlanden (1772-1843) x 1791 Wilhelmina van Pruisen (1774-1837) | Frederik Willem III van Pruisen (1770-1840) x 1793 Louise van Mecklenburg-Strelitz (1776-1810) | Frederik Willem III van Pruisen (1770-1840) x 1793 Louise van Mecklenburg-Strelitz (1776-1810) | Frederik Willem III van Pruisen (1770-1840) x 1793 Louise van Mecklenburg-Strelitz (1776-1810) | Frederik Willem III van Pruisen (1770-1840) x 1793 Louise van Mecklenburg-Strelitz (1776-1810) | Frederik Willem III van Pruisen (1770-1840) x 1793 Louise van Mecklenburg-Strelitz (1776-1810) |
| Overgrootouders                                                                   | Frederik Willem van Sleeswijk-Holstein-Sonderburg-Glücksburg (1785-1831) x 1810 Louise Carolina van Hessen (1789-1867)    | Frederik Willem van Sleeswijk-Holstein-Sonderburg-Glücksburg (1785-1831) x 1810 Louise Carolina van Hessen (1789-1867)    | Frederik Willem van Sleeswijk-Holstein-Sonderburg-Glücksburg (1785-1831) x 1810 Louise Carolina van Hessen (1789-1867)    | Frederik Willem van Sleeswijk-Holstein-Sonderburg-Glücksburg (1785-1831) x 1810 Louise Carolina van Hessen (1789-1867)    | Frederik Willem van Sleeswijk-Holstein-Sonderburg-Glücksburg (1785-1831) x 1810 Louise Carolina van Hessen (1789-1867)    | Frederik Willem van Sleeswijk-Holstein-Sonderburg-Glücksburg (1785-1831) x 1810 Louise Carolina van Hessen (1789-1867) | Frederik Willem van Sleeswijk-Holstein-Sonderburg-Glücksburg (1785-1831) x 1810 Louise Carolina van Hessen (1789-1867) | Frederik Willem van Sleeswijk-Holstein-Sonderburg-Glücksburg (1785-1831) x 1810 Louise Carolina van Hessen (1789-1867) | Frederik Willem van Sleeswijk-Holstein-Sonderburg-Glücksburg (1785-1831) x 1810 Louise Carolina van Hessen (1789-1867) | Frederik Willem van Sleeswijk-Holstein-Sonderburg-Glücksburg (1785-1831) x 1810 Louise Carolina van Hessen (1789-1867) | Willem van Hessen-Kassel (1787-1867) x 1810 Louise Charlotte van Denemarken (1789-1864)         | Willem van Hessen-Kassel (1787-1867) x 1810 Louise Charlotte van Denemarken (1789-1864)         | Willem van Hessen-Kassel (1787-1867) x 1810 Louise Charlotte van Denemarken (1789-1864)         | Willem van Hessen-Kassel (1787-1867) x 1810 Louise Charlotte van Denemarken (1789-1864)         | Willem van Hessen-Kassel (1787-1867) x 1810 Louise Charlotte van Denemarken (1789-1864)         | Willem van Hessen-Kassel (1787-1867) x 1810 Louise Charlotte van Denemarken (1789-1864)          | Willem van Hessen-Kassel (1787-1867) x 1810 Louise Charlotte van Denemarken (1789-1864)          | Willem van Hessen-Kassel (1787-1867) x 1810 Louise Charlotte van Denemarken (1789-1864)          | Willem van Hessen-Kassel (1787-1867) x 1810 Louise Charlotte van Denemarken (1789-1864)          | Willem van Hessen-Kassel (1787-1867) x 1810 Louise Charlotte van Denemarken (1789-1864)          | Oscar I van Zweden (1799-1859) x 1823 Josephine van Leuchtenberg (1807-1876)                            | Oscar I van Zweden (1799-1859) x 1823 Josephine van Leuchtenberg (1807-1876)                            | Oscar I van Zweden (1799-1859) x 1823 Josephine van Leuchtenberg (1807-1876)                            | Oscar I van Zweden (1799-1859) x 1823 Josephine van Leuchtenberg (1807-1876)                            | Oscar I van Zweden (1799-1859) x 1823 Josephine van Leuchtenberg (1807-1876)       | Oscar I van Zweden (1799-1859) x 1823 Josephine van Leuchtenberg (1807-1876)       | Oscar I van Zweden (1799-1859) x 1823 Josephine van Leuchtenberg (1807-1876)       | Oscar I van Zweden (1799-1859) x 1823 Josephine van Leuchtenberg (1807-1876)       | Oscar I van Zweden (1799-1859) x 1823 Josephine van Leuchtenberg (1807-1876)  | Oscar I van Zweden (1799-1859) x 1823 Josephine van Leuchtenberg (1807-1876)  | Frederik van Oranje-Nassau (1797-1881) x 1825 Louise van Pruisen (1808-1870)   | Frederik van Oranje-Nassau (1797-1881) x 1825 Louise van Pruisen (1808-1870)   | Frederik van Oranje-Nassau (1797-1881) x 1825 Louise van Pruisen (1808-1870)   | Frederik van Oranje-Nassau (1797-1881) x 1825 Louise van Pruisen (1808-1870)   | Frederik van Oranje-Nassau (1797-1881) x 1825 Louise van Pruisen (1808-1870)   | Frederik van Oranje-Nassau (1797-1881) x 1825 Louise van Pruisen (1808-1870)                   | Frederik van Oranje-Nassau (1797-1881) x 1825 Louise van Pruisen (1808-1870)                   | Frederik van Oranje-Nassau (1797-1881) x 1825 Louise van Pruisen (1808-1870)                   | Frederik van Oranje-Nassau (1797-1881) x 1825 Louise van Pruisen (1808-1870)                   | Frederik van Oranje-Nassau (1797-1881) x 1825 Louise van Pruisen (1808-1870)                   |
| Grootouders                                                                       | Christiaan IX van Denemarken (1818-1906) x 1842 Louise van Hessen-Kassel (1817-1898)                                      | Christiaan IX van Denemarken (1818-1906) x 1842 Louise van Hessen-Kassel (1817-1898)                                      | Christiaan IX van Denemarken (1818-1906) x 1842 Louise van Hessen-Kassel (1817-1898)                                      | Christiaan IX van Denemarken (1818-1906) x 1842 Louise van Hessen-Kassel (1817-1898)                                      | Christiaan IX van Denemarken (1818-1906) x 1842 Louise van Hessen-Kassel (1817-1898)                                      | Christiaan IX van Denemarken (1818-1906) x 1842 Louise van Hessen-Kassel (1817-1898)                                   | Christiaan IX van Denemarken (1818-1906) x 1842 Louise van Hessen-Kassel (1817-1898)                                   | Christiaan IX van Denemarken (1818-1906) x 1842 Louise van Hessen-Kassel (1817-1898)                                   | Christiaan IX van Denemarken (1818-1906) x 1842 Louise van Hessen-Kassel (1817-1898)                                   | Christiaan IX van Denemarken (1818-1906) x 1842 Louise van Hessen-Kassel (1817-1898)                                   | Christiaan IX van Denemarken (1818-1906) x 1842 Louise van Hessen-Kassel (1817-1898)            | Christiaan IX van Denemarken (1818-1906) x 1842 Louise van Hessen-Kassel (1817-1898)            | Christiaan IX van Denemarken (1818-1906) x 1842 Louise van Hessen-Kassel (1817-1898)            | Christiaan IX van Denemarken (1818-1906) x 1842 Louise van Hessen-Kassel (1817-1898)            | Christiaan IX van Denemarken (1818-1906) x 1842 Louise van Hessen-Kassel (1817-1898)            | Christiaan IX van Denemarken (1818-1906) x 1842 Louise van Hessen-Kassel (1817-1898)             | Christiaan IX van Denemarken (1818-1906) x 1842 Louise van Hessen-Kassel (1817-1898)             | Christiaan IX van Denemarken (1818-1906) x 1842 Louise van Hessen-Kassel (1817-1898)             | Christiaan IX van Denemarken (1818-1906) x 1842 Louise van Hessen-Kassel (1817-1898)             | Christiaan IX van Denemarken (1818-1906) x 1842 Louise van Hessen-Kassel (1817-1898)             | Karel XV van Zweden (1826-1872) x 1850 Louise van Oranje-Nassau (1828-1871)                             | Karel XV van Zweden (1826-1872) x 1850 Louise van Oranje-Nassau (1828-1871)                             | Karel XV van Zweden (1826-1872) x 1850 Louise van Oranje-Nassau (1828-1871)                             | Karel XV van Zweden (1826-1872) x 1850 Louise van Oranje-Nassau (1828-1871)                             | Karel XV van Zweden (1826-1872) x 1850 Louise van Oranje-Nassau (1828-1871)        | Karel XV van Zweden (1826-1872) x 1850 Louise van Oranje-Nassau (1828-1871)        | Karel XV van Zweden (1826-1872) x 1850 Louise van Oranje-Nassau (1828-1871)        | Karel XV van Zweden (1826-1872) x 1850 Louise van Oranje-Nassau (1828-1871)        | Karel XV van Zweden (1826-1872) x 1850 Louise van Oranje-Nassau (1828-1871)   | Karel XV van Zweden (1826-1872) x 1850 Louise van Oranje-Nassau (1828-1871)   | Karel XV van Zweden (1826-1872) x 1850 Louise van Oranje-Nassau (1828-1871)    | Karel XV van Zweden (1826-1872) x 1850 Louise van Oranje-Nassau (1828-1871)    | Karel XV van Zweden (1826-1872) x 1850 Louise van Oranje-Nassau (1828-1871)    | Karel XV van Zweden (1826-1872) x 1850 Louise van Oranje-Nassau (1828-1871)    | Karel XV van Zweden (1826-1872) x 1850 Louise van Oranje-Nassau (1828-1871)    | Karel XV van Zweden (1826-1872) x 1850 Louise van Oranje-Nassau (1828-1871)                    | Karel XV van Zweden (1826-1872) x 1850 Louise van Oranje-Nassau (1828-1871)                    | Karel XV van Zweden (1826-1872) x 1850 Louise van Oranje-Nassau (1828-1871)                    | Karel XV van Zweden (1826-1872) x 1850 Louise van Oranje-Nassau (1828-1871)                    | Karel XV van Zweden (1826-1872) x 1850 Louise van Oranje-Nassau (1828-1871)                    |
| Ouders                                                                            | Frederik VIII van Denemarken (1843-1912) x 1869 Louise Bernadotte (1851-1926)                                             | Frederik VIII van Denemarken (1843-1912) x 1869 Louise Bernadotte (1851-1926)                                             | Frederik VIII van Denemarken (1843-1912) x 1869 Louise Bernadotte (1851-1926)                                             | Frederik VIII van Denemarken (1843-1912) x 1869 Louise Bernadotte (1851-1926)                                             | Frederik VIII van Denemarken (1843-1912) x 1869 Louise Bernadotte (1851-1926)                                             | Frederik VIII van Denemarken (1843-1912) x 1869 Louise Bernadotte (1851-1926)                                          | Frederik VIII van Denemarken (1843-1912) x 1869 Louise Bernadotte (1851-1926)                                          | Frederik VIII van Denemarken (1843-1912) x 1869 Louise Bernadotte (1851-1926)                                          | Frederik VIII van Denemarken (1843-1912) x 1869 Louise Bernadotte (1851-1926)                                          | Frederik VIII van Denemarken (1843-1912) x 1869 Louise Bernadotte (1851-1926)                                          | Frederik VIII van Denemarken (1843-1912) x 1869 Louise Bernadotte (1851-1926)                   | Frederik VIII van Denemarken (1843-1912) x 1869 Louise Bernadotte (1851-1926)                   | Frederik VIII van Denemarken (1843-1912) x 1869 Louise Bernadotte (1851-1926)                   | Frederik VIII van Denemarken (1843-1912) x 1869 Louise Bernadotte (1851-1926)                   | Frederik VIII van Denemarken (1843-1912) x 1869 Louise Bernadotte (1851-1926)                   | Frederik VIII van Denemarken (1843-1912) x 1869 Louise Bernadotte (1851-1926)                    | Frederik VIII van Denemarken (1843-1912) x 1869 Louise Bernadotte (1851-1926)                    | Frederik VIII van Denemarken (1843-1912) x 1869 Louise Bernadotte (1851-1926)                    | Frederik VIII van Denemarken (1843-1912) x 1869 Louise Bernadotte (1851-1926)                    | Frederik VIII van Denemarken (1843-1912) x 1869 Louise Bernadotte (1851-1926)                    | Frederik VIII van Denemarken (1843-1912) x 1869 Louise Bernadotte (1851-1926)                           | Frederik VIII van Denemarken (1843-1912) x 1869 Louise Bernadotte (1851-1926)                           | Frederik VIII van Denemarken (1843-1912) x 1869 Louise Bernadotte (1851-1926)                           | Frederik VIII van Denemarken (1843-1912) x 1869 Louise Bernadotte (1851-1926)                           | Frederik VIII van Denemarken (1843-1912) x 1869 Louise Bernadotte (1851-1926)      | Frederik VIII van Denemarken (1843-1912) x 1869 Louise Bernadotte (1851-1926)      | Frederik VIII van Denemarken (1843-1912) x 1869 Louise Bernadotte (1851-1926)      | Frederik VIII van Denemarken (1843-1912) x 1869 Louise Bernadotte (1851-1926)      | Frederik VIII van Denemarken (1843-1912) x 1869 Louise Bernadotte (1851-1926) | Frederik VIII van Denemarken (1843-1912) x 1869 Louise Bernadotte (1851-1926) | Frederik VIII van Denemarken (1843-1912) x 1869 Louise Bernadotte (1851-1926)  | Frederik VIII van Denemarken (1843-1912) x 1869 Louise Bernadotte (1851-1926)  | Frederik VIII van Denemarken (1843-1912) x 1869 Louise Bernadotte (1851-1926)  | Frederik VIII van Denemarken (1843-1912) x 1869 Louise Bernadotte (1851-1926)  | Frederik VIII van Denemarken (1843-1912) x 1869 Louise Bernadotte (1851-1926)  | Frederik VIII van Denemarken (1843-1912) x 1869 Louise Bernadotte (1851-1926)                  | Frederik VIII van Denemarken (1843-1912) x 1869 Louise Bernadotte (1851-1926)                  | Frederik VIII van Denemarken (1843-1912) x 1869 Louise Bernadotte (1851-1926)                  | Frederik VIII van Denemarken (1843-1912) x 1869 Louise Bernadotte (1851-1926)                  | Frederik VIII van Denemarken (1843-1912) x 1869 Louise Bernadotte (1851-1926)                  |
| Ingeborg Charlotte van Denemarken (1878-1958) x 1897 Karel van Zweden (1861-1951) | | | | | | | | | | |                                                                                                 |                                                                                                 |                                                                                                 |                                                                                                 |                                                                                                 |                                                                                                  |                                                                                                  |                                                                                                  |                                                                                                  |                                                                                                  | | | | |                                                                                    |                                                                                    |                                                                                    |                                                                                    |                                                                               |                                                                               |                                                                                |                                                                                |                                                                                |                                                                                |                                                                                |                                                                                                |                                                                                                |                                                                                                |                                                                                                |                                                                                                |
| Kinderen                                                                          | Margaretha (1899-1977) x 1918 Axel (1888-1964)                                                                            | Margaretha (1899-1977) x 1918 Axel (1888-1964)                                                                            | Margaretha (1899-1977) x 1918 Axel (1888-1964)                                                                            | Margaretha (1899-1977) x 1918 Axel (1888-1964)                                                                            | Margaretha (1899-1977) x 1918 Axel (1888-1964)                                                                            | Margaretha (1899-1977) x 1918 Axel (1888-1964)                                                                         | Margaretha (1899-1977) x 1918 Axel (1888-1964)                                                                         | Margaretha (1899-1977) x 1918 Axel (1888-1964)                                                                         | Märtha (1901-1954) x 1929 Alexander Frederik Eduard Christiaan (1903-1991) Olaf V van Noorwegen                        | Märtha (1901-1954) x 1929 Alexander Frederik Eduard Christiaan (1903-1991) Olaf V van Noorwegen                        | Märtha (1901-1954) x 1929 Alexander Frederik Eduard Christiaan (1903-1991) Olaf V van Noorwegen | Märtha (1901-1954) x 1929 Alexander Frederik Eduard Christiaan (1903-1991) Olaf V van Noorwegen | Märtha (1901-1954) x 1929 Alexander Frederik Eduard Christiaan (1903-1991) Olaf V van Noorwegen | Märtha (1901-1954) x 1929 Alexander Frederik Eduard Christiaan (1903-1991) Olaf V van Noorwegen | Märtha (1901-1954) x 1929 Alexander Frederik Eduard Christiaan (1903-1991) Olaf V van Noorwegen | Märtha (1901-1954) x 1929 Alexander Frederik Eduard Christiaan (1903-1991) Olaf V van Noorwegen  | Märtha (1901-1954) x 1929 Alexander Frederik Eduard Christiaan (1903-1991) Olaf V van Noorwegen  | Märtha (1901-1954) x 1929 Alexander Frederik Eduard Christiaan (1903-1991) Olaf V van Noorwegen  | Märtha (1901-1954) x 1929 Alexander Frederik Eduard Christiaan (1903-1991) Olaf V van Noorwegen  | Märtha (1901-1954) x 1929 Alexander Frederik Eduard Christiaan (1903-1991) Olaf V van Noorwegen  | Astrid (1905-1935) x 1926 Leopold III (1901-1983) Koning der Belgen                                     | Astrid (1905-1935) x 1926 Leopold III (1901-1983) Koning der Belgen                                     | Astrid (1905-1935) x 1926 Leopold III (1901-1983) Koning der Belgen                                     | Astrid (1905-1935) x 1926 Leopold III (1901-1983) Koning der Belgen                                     | Astrid (1905-1935) x 1926 Leopold III (1901-1983) Koning der Belgen                | Astrid (1905-1935) x 1926 Leopold III (1901-1983) Koning der Belgen                | Astrid (1905-1935) x 1926 Leopold III (1901-1983) Koning der Belgen                | Astrid (1905-1935) x 1926 Leopold III (1901-1983) Koning der Belgen                | Astrid (1905-1935) x 1926 Leopold III (1901-1983) Koning der Belgen           | Astrid (1905-1935) x 1926 Leopold III (1901-1983) Koning der Belgen           | Astrid (1905-1935) x 1926 Leopold III (1901-1983) Koning der Belgen            | Astrid (1905-1935) x 1926 Leopold III (1901-1983) Koning der Belgen            | Carl Bernadotte (1911-2003) x 1937 Elsa (1904-1991)                            | Carl Bernadotte (1911-2003) x 1937 Elsa (1904-1991)                            | Carl Bernadotte (1911-2003) x 1937 Elsa (1904-1991)                            | Carl Bernadotte (1911-2003) x 1937 Elsa (1904-1991)                                            | Carl Bernadotte (1911-2003) x 1937 Elsa (1904-1991)                                            | Carl Bernadotte (1911-2003) x 1937 Elsa (1904-1991)                                            | Carl Bernadotte (1911-2003) x 1937 Elsa (1904-1991)                                            | Carl Bernadotte (1911-2003) x 1937 Elsa (1904-1991)                                            |
| Kleinkinderen                                                                     | George Waldemar (1920-1986)                                                                                               | George Waldemar (1920-1986)                                                                                               | George Waldemar (1920-1986)                                                                                               | George Waldemar (1920-1986)                                                                                               | Flemming (1922-2002) x 1949 Alice Ruth Nielsen (1924-2010)                                                                | Flemming (1922-2002) x 1949 Alice Ruth Nielsen (1924-2010)                                                             | Flemming (1922-2002) x 1949 Alice Ruth Nielsen (1924-2010)                                                             | Flemming (1922-2002) x 1949 Alice Ruth Nielsen (1924-2010)                                                             | Ragnhild (1930-2012) x 1953 Erling Sven Lorentzen (1923)                                                               | Ragnhild (1930-2012) x 1953 Erling Sven Lorentzen (1923)                                                               | Ragnhild (1930-2012) x 1953 Erling Sven Lorentzen (1923)                                        | Ragnhild (1930-2012) x 1953 Erling Sven Lorentzen (1923)                                        | Astrid (1932) x 1961 Johan Martin Ferner (1927-2015)                                            | Astrid (1932) x 1961 Johan Martin Ferner (1927-2015)                                            | Astrid (1932) x 1961 Johan Martin Ferner (1927-2015)                                            | Astrid (1932) x 1961 Johan Martin Ferner (1927-2015)                                             | Harald (1937) Harald V van Noorwegen x 1968 Sonja Haraldsen (1937)                               | Harald (1937) Harald V van Noorwegen x 1968 Sonja Haraldsen (1937)                               | Harald (1937) Harald V van Noorwegen x 1968 Sonja Haraldsen (1937)                               | Harald (1937) Harald V van Noorwegen x 1968 Sonja Haraldsen (1937)                               | Josephine (1927–2005) x 1953 Jan van Luxemburg (1921-2019) Groothertog van Luxemburg                    | Josephine (1927–2005) x 1953 Jan van Luxemburg (1921-2019) Groothertog van Luxemburg                    | Josephine (1927–2005) x 1953 Jan van Luxemburg (1921-2019) Groothertog van Luxemburg                    | Josephine (1927–2005) x 1953 Jan van Luxemburg (1921-2019) Groothertog van Luxemburg                    | Boudewijn I (1930–1993) Koning der Belgen x 1960 Fabiola Mora y Aragón (1928-2014) | Boudewijn I (1930–1993) Koning der Belgen x 1960 Fabiola Mora y Aragón (1928-2014) | Boudewijn I (1930–1993) Koning der Belgen x 1960 Fabiola Mora y Aragón (1928-2014) | Boudewijn I (1930–1993) Koning der Belgen x 1960 Fabiola Mora y Aragón (1928-2014) | Albert II (1934) Koning der Belgen x 1959 Paola Ruffo di Calabria (1937)      | Albert II (1934) Koning der Belgen x 1959 Paola Ruffo di Calabria (1937)      | Albert II (1934) Koning der Belgen x 1959 Paola Ruffo di Calabria (1937)       | Albert II (1934) Koning der Belgen x 1959 Paola Ruffo di Calabria (1937)       | Madeleine (1938)                                                               | Madeleine (1938)                                                               | Madeleine (1938)                                                               | Madeleine (1938)                                                                               | Madeleine (1938)                                                                               | Madeleine (1938)                                                                               | Madeleine (1938)                                                                               | Madeleine (1938)                                                                               |
| Kleinkinderen                                                                     | George Waldemar (1920-1986)                                                                                               | George Waldemar (1920-1986)                                                                                               | George Waldemar (1920-1986)                                                                                               | George Waldemar (1920-1986)                                                                                               | Flemming (1922-2002) x 1949 Alice Ruth Nielsen (1924-2010)                                                                | Flemming (1922-2002) x 1949 Alice Ruth Nielsen (1924-2010)                                                             | Flemming (1922-2002) x 1949 Alice Ruth Nielsen (1924-2010)                                                             | Flemming (1922-2002) x 1949 Alice Ruth Nielsen (1924-2010)                                                             | Ragnhild (1930-2012) x 1953 Erling Sven Lorentzen (1923)                                                               | Ragnhild (1930-2012) x 1953 Erling Sven Lorentzen (1923)                                                               | Ragnhild (1930-2012) x 1953 Erling Sven Lorentzen (1923)                                        | Ragnhild (1930-2012) x 1953 Erling Sven Lorentzen (1923)                                        | Astrid (1932) x 1961 Johan Martin Ferner (1927-2015)                                            | Astrid (1932) x 1961 Johan Martin Ferner (1927-2015)                                            | Astrid (1932) x 1961 Johan Martin Ferner (1927-2015)                                            | Astrid (1932) x 1961 Johan Martin Ferner (1927-2015)                                             | Harald (1937) Harald V van Noorwegen x 1968 Sonja Haraldsen (1937)                               | Harald (1937) Harald V van Noorwegen x 1968 Sonja Haraldsen (1937)                               | Harald (1937) Harald V van Noorwegen x 1968 Sonja Haraldsen (1937)                               | Harald (1937) Harald V van Noorwegen x 1968 Sonja Haraldsen (1937)                               | Josephine (1927–2005) x 1953 Jan van Luxemburg (1921-2019) Groothertog van Luxemburg                    | Josephine (1927–2005) x 1953 Jan van Luxemburg (1921-2019) Groothertog van Luxemburg                    | Josephine (1927–2005) x 1953 Jan van Luxemburg (1921-2019) Groothertog van Luxemburg                    | Josephine (1927–2005) x 1953 Jan van Luxemburg (1921-2019) Groothertog van Luxemburg                    | Boudewijn I (1930–1993) Koning der Belgen x 1960 Fabiola Mora y Aragón (1928-2014) | Boudewijn I (1930–1993) Koning der Belgen x 1960 Fabiola Mora y Aragón (1928-2014) | Boudewijn I (1930–1993) Koning der Belgen x 1960 Fabiola Mora y Aragón (1928-2014) | Boudewijn I (1930–1993) Koning der Belgen x 1960 Fabiola Mora y Aragón (1928-2014) | Albert II (1934) Koning der Belgen x 1959 Paola Ruffo di Calabria (1937)      | Albert II (1934) Koning der Belgen x 1959 Paola Ruffo di Calabria (1937)      | Albert II (1934) Koning der Belgen x 1959 Paola Ruffo di Calabria (1937)       | Albert II (1934) Koning der Belgen x 1959 Paola Ruffo di Calabria (1937)       | x 1962 Charles Albert Ullens de Schooten Whettnall (1927-2006)                 | x 1962 Charles Albert Ullens de Schooten Whettnall (1927-2006)                 | x 1962 Charles Albert Ullens de Schooten Whettnall (1927-2006)                 | x 1962 Charles Albert Ullens de Schooten Whettnall (1927-2006)                                 | x 1980 Nicos Kogevinas (1918-2006)                                                             | x 1980 Nicos Kogevinas (1918-2006)                                                             | x 1980 Nicos Kogevinas (1918-2006)                                                             | x 1980 Nicos Kogevinas (1918-2006)                                                             |
| Achterkleinkinderen                                                               | - | - | - | - | Axel (1950) Birger (1950) Carl (1952) Désirée (1955)                                                                      | Axel (1950) Birger (1950) Carl (1952) Désirée (1955)                                                                   | Axel (1950) Birger (1950) Carl (1952) Désirée (1955)                                                                   | Axel (1950) Birger (1950) Carl (1952) Désirée (1955)                                                                   | Haakon (1954) Ingeborg (1957) Ragnhild (1968)                                                                          | Haakon (1954) Ingeborg (1957) Ragnhild (1968)                                                                          | Haakon (1954) Ingeborg (1957) Ragnhild (1968)                                                   | Haakon (1954) Ingeborg (1957) Ragnhild (1968)                                                   | Cathrine (1962) Benedikte (1963) Alexander (1965) Elisabeth (1969) Carl-Christian (1972)        | Cathrine (1962) Benedikte (1963) Alexander (1965) Elisabeth (1969) Carl-Christian (1972)        | Cathrine (1962) Benedikte (1963) Alexander (1965) Elisabeth (1969) Carl-Christian (1972)        | Cathrine (1962) Benedikte (1963) Alexander (1965) Elisabeth (1969) Carl-Christian (1972)         | Märtha Louise (1971) Haakon Magnus (1973)                                                        | Märtha Louise (1971) Haakon Magnus (1973)                                                        | Märtha Louise (1971) Haakon Magnus (1973)                                                        | Märtha Louise (1971) Haakon Magnus (1973)                                                        | Marie Astrid (1954) Hendrik (1955) Groothertog van Luxemburg Jan (1957) Margaretha (1957) Willem (1963) | Marie Astrid (1954) Hendrik (1955) Groothertog van Luxemburg Jan (1957) Margaretha (1957) Willem (1963) | Marie Astrid (1954) Hendrik (1955) Groothertog van Luxemburg Jan (1957) Margaretha (1957) Willem (1963) | Marie Astrid (1954) Hendrik (1955) Groothertog van Luxemburg Jan (1957) Margaretha (1957) Willem (1963) | -                                                                                  | -                                                                                  | -                                                                                  | -                                                                                  | Filip (1960) Koning der Belgen Astrid (1962) Laurent (1963) Delphine (1968)   | Filip (1960) Koning der Belgen Astrid (1962) Laurent (1963) Delphine (1968)   | Filip (1960) Koning der Belgen Astrid (1962) Laurent (1963) Delphine (1968)    | Filip (1960) Koning der Belgen Astrid (1962) Laurent (1963) Delphine (1968)    | Marie-Christine (1964) Jean-Charles (1965) Astrid (1971) Sophie (1973)         | Marie-Christine (1964) Jean-Charles (1965) Astrid (1971) Sophie (1973)         | Marie-Christine (1964) Jean-Charles (1965) Astrid (1971) Sophie (1973)         | Marie-Christine (1964) Jean-Charles (1965) Astrid (1971) Sophie (1973)                         | Désirée (1977)                                                                                 | Désirée (1977)                                                                                 | Désirée (1977)                                                                                 | Désirée (1977)                                                                                 |